# 1536 w polityce

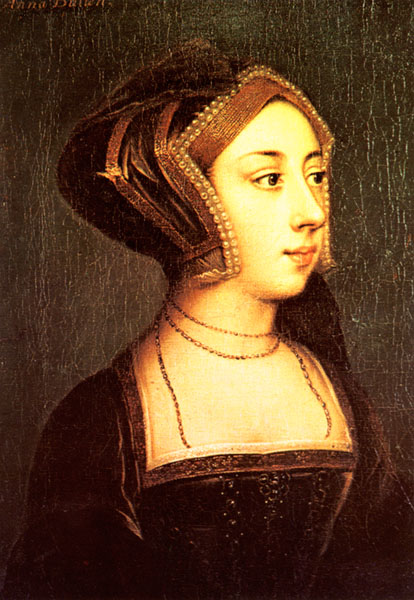
Anna Boleyn

Wydarzenia polityczne w 1536 roku.

## Wydarzenia
- Henry Norris został ścięty za zdradę stanu i romans z królową[1].
- 19 maja Anna Boleyn została ścięta[2].

## Zmarli
- 22 stycznia Jan z Lejdy, przywódca protestancki[3].